# پلیا (گیاه)
پلیا یک سرده سرخس در زیر خانواده لبی‌سرخس‌واران از پرسرخسیان است. نام جنس از کلمه یونانی πελλος (پیلوس) به معنای «تاریک» گرفته شده‌است و به ساقه‌های قهوه ای اشاره دارد. بسیاری از اعضای این جنس معمولاً به عنوان ترمز صخره ای شناخته می‌شوند. آنها بیشتر در زیستگاه‌های صخره ای، از جمله دره‌های صخره ای مرطوب، شیب‌ها و بلوف‌ها رشد می‌کنند.

## توزیع
سرخس‌ها در این جنس در جنوب غربی ایالات متحده در جنوب تا آند آمریکای جنوبی، مرکز و جنوب آفریقا و شرق استرالیا تا نیوزیلند فراوان‌ترین و متنوع‌ترین هستند.

## شرح
این سرخس‌ها معمولاً دارای ریزوم‌های خزنده و برگ‌های مرکب به‌صورت پنجه‌ای تا دوپه‌ای هستند که فاقد فلس‌های برجسته یا تریکوم روی تیغه‌ها هستند. مانند اکثر اعضای پرسرخسیان، آنها سوری حاشیه ای دارند که توسط یک هاگینه کاذب که از حاشیه برگ منعکس شده تشکیل شده‌است محافظت می‌شود.
تشخیص پلیا از سرخس‌های لبی بیشتر مودارتر یا پوسته‌دارتر دشوار است، با برخی از اعضا که میل جنسی نامشخصی دارند که توسط نویسندگان مختلف در هر دو جنس فهرست شده‌است. علاوه بر این، پلیا شامل تعدادی بخش است که ممکن است وضعیت عمومی را تضمین کند زیرا به نظر می‌رسد نشان دهنده همگرایی در فنوتیپ‌های مربوط به زیستگاه‌های خشک است نه شباهت به دلیل نسب مشترک. این بخشها عبارتند از:
- بخش پلیا پلیا: شامل اکثر اعضای آمریکایی این جنس و همچنین یک عضو آفریقایی منفرد (P. rufa) می‌شود.
- بخش پلیا Platyloma: شامل گونه‌های استرالیایی و نیوزلندی است.
- بخش پلیا Holcochlaena: شامل گونه‌های آفریقایی است.

جنس Ormopteris، که مدتها با پلیا به عنوان یک بخش ترکیب شده بود، دوباره در سال ۲۰۱۵ به عنوان یک جنس جداگانه شناخته شد.
اکثر اعضای این جنس به‌طور کلی برای هیچ هدف تجاری استفاده نمی‌شوند، اگرچه چندین گونه (به ویژه سرخس دکمه‌ای و P. falcata از بخش Platyloma) به عنوان گیاهان سرپوشیده کشت می‌شوند.